# 手長神社

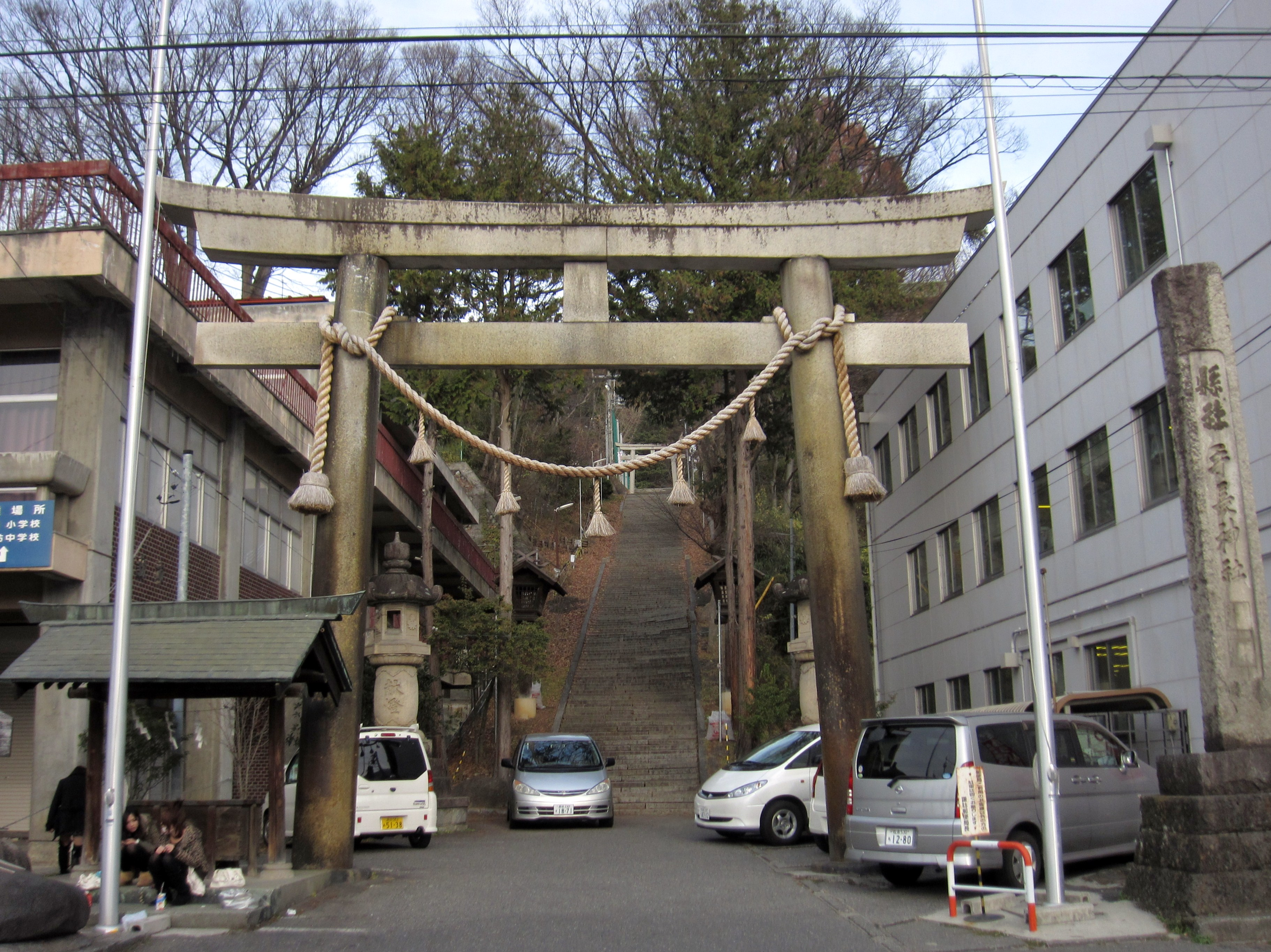
一の鳥居

手長神社（てながじんじゃ）は、長野県諏訪市上諏訪にある神社。旧社格は県社で、現在は神社本庁の別表神社。諏訪大社上社末社。

## 祭神
- 手摩乳命 （てなづちのみこと）

別名を「手長彦神」といい、諏訪大社の祭神・建御名方神に随従する神。建御名方神が諏訪大社に祀られる以前からこの地で信仰されていた神とされる。
日本神話では、建御名方神の先祖の奇稲田姫の母神の名として登場する。同じ諏訪市内には父神の名である足摩乳命を祀る足長神社もある。

## 歴史
創建の由諸は不明であるが、境内の近くには旧石器時代・古墳時代の複合遺跡である手長丘遺跡が、境内上方には茶臼山古墳群があり、周辺には古代から人が住んでいた。
古くは「手長宮」・「手長大明神」と称され、諏訪大社の末社であった。
元は桑原郷の総鎮守で、足摩乳命とともに祀られていた。のちに鎌倉時代に桑原郷が上桑原と下桑原に分けられたとき、下桑原に手摩乳命を祀る手長神社が作られ、上桑原の足長神社とともにそれぞれの鎮守となったとされる。
領主・武家や庶民からの崇敬が篤く、高島城の鬼門に位置することから諏訪藩家中の総鎮守とされた。現在の社殿は天明年間に立川和四郎富棟が建築したが、昭和27年（1952年）に半焼し、修理された。

## 境内

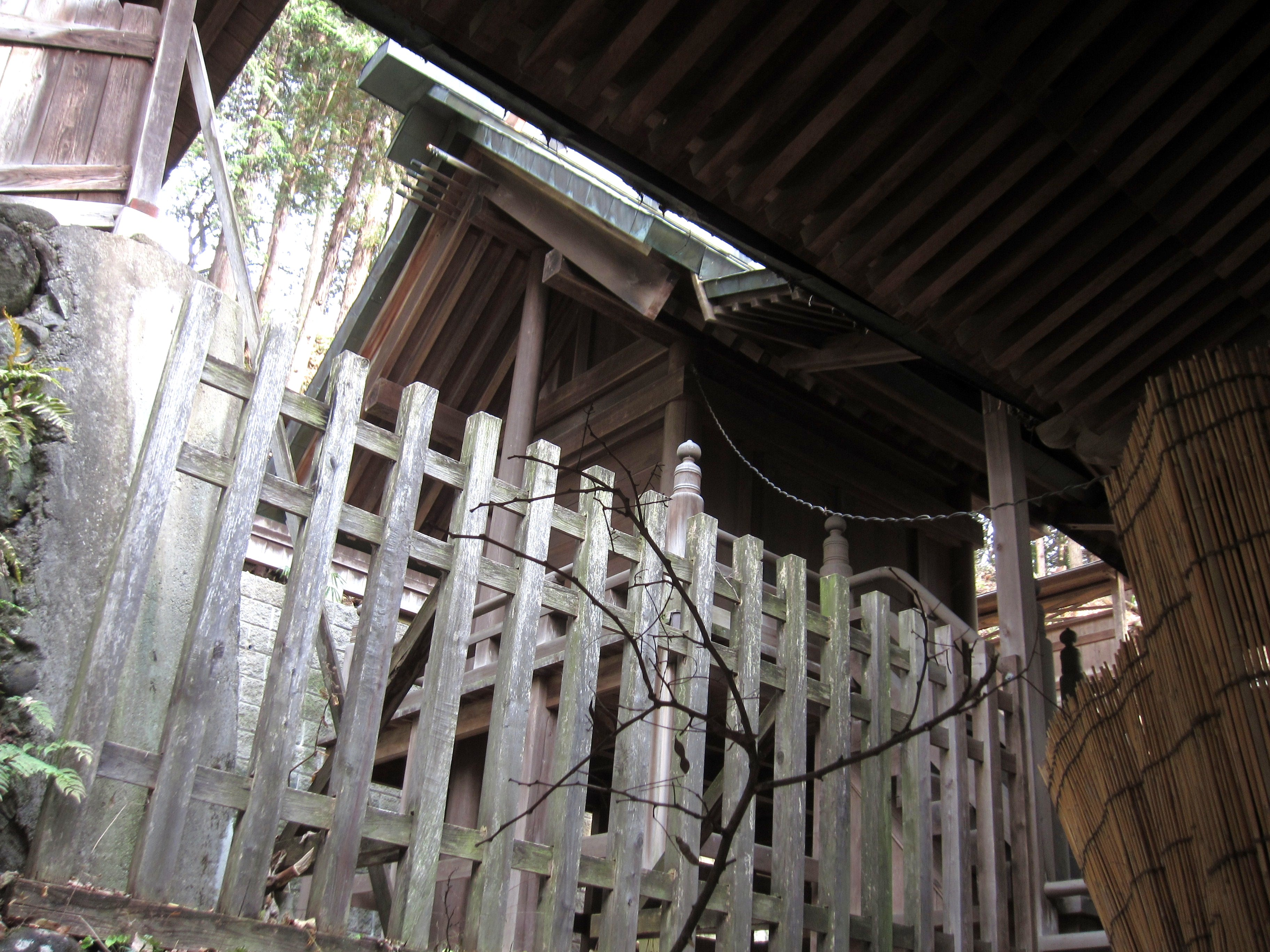
本殿 神明造。
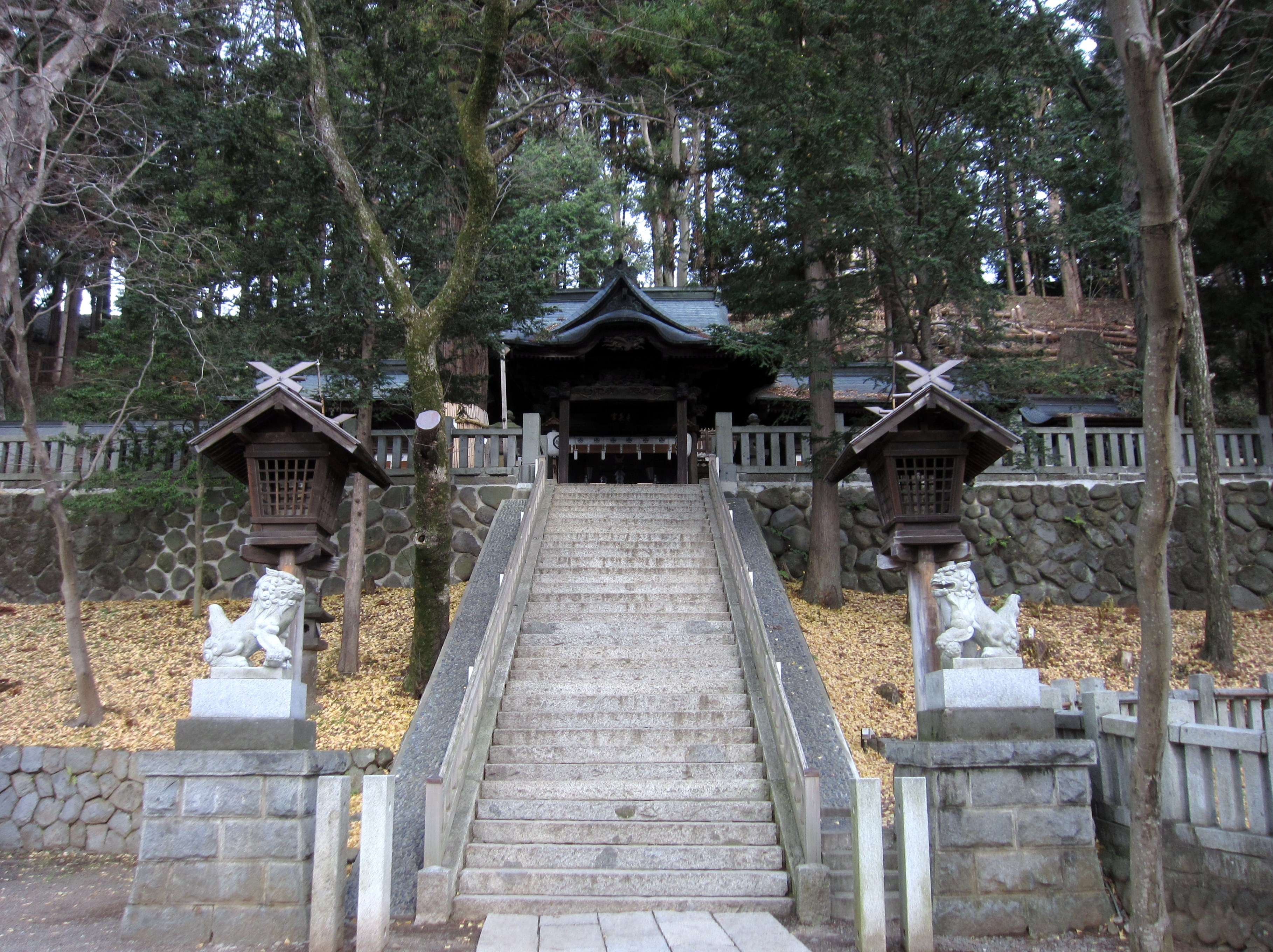
参道と拝殿 拝殿は市指定文化財。

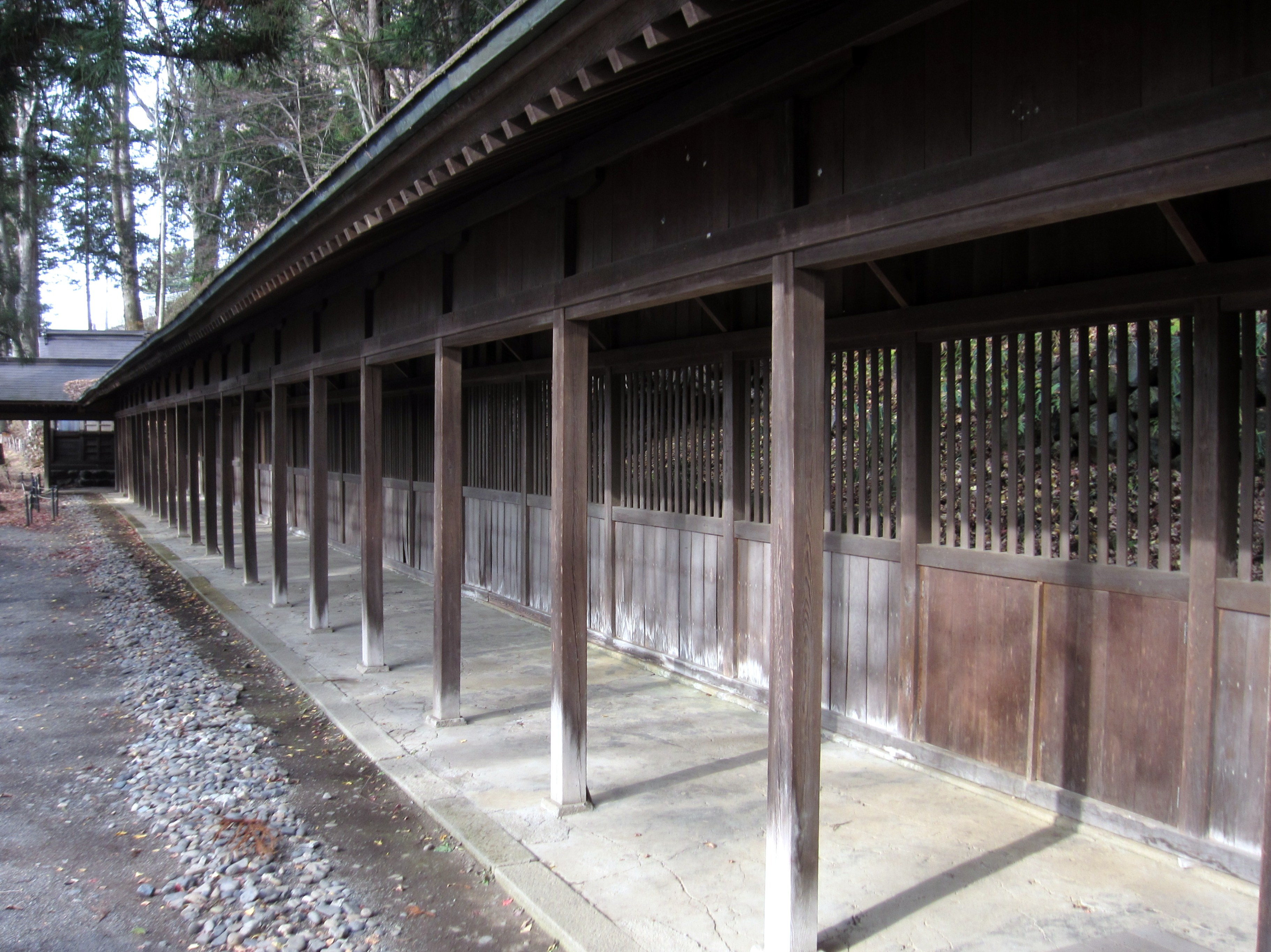
回廊
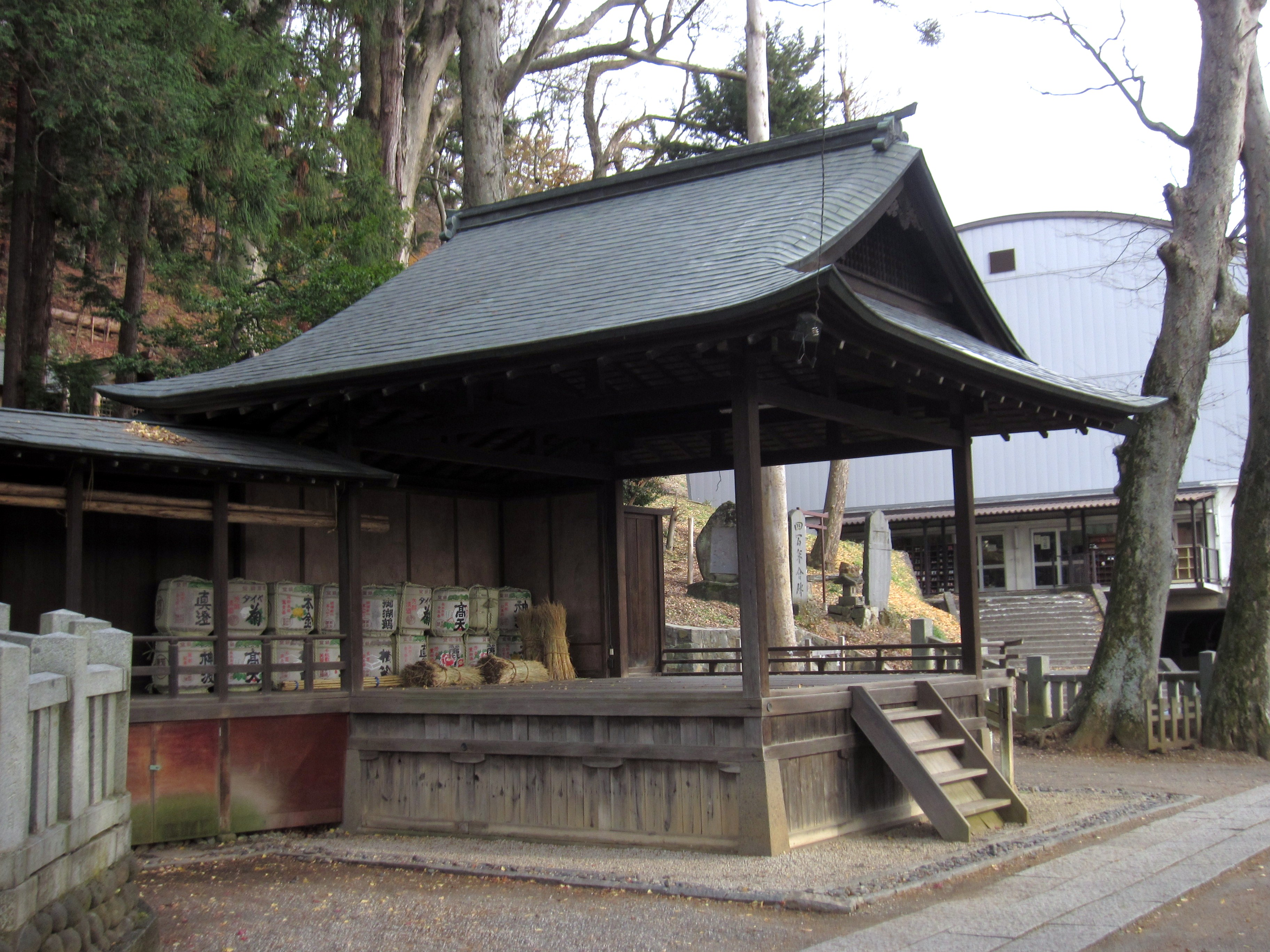
神楽殿
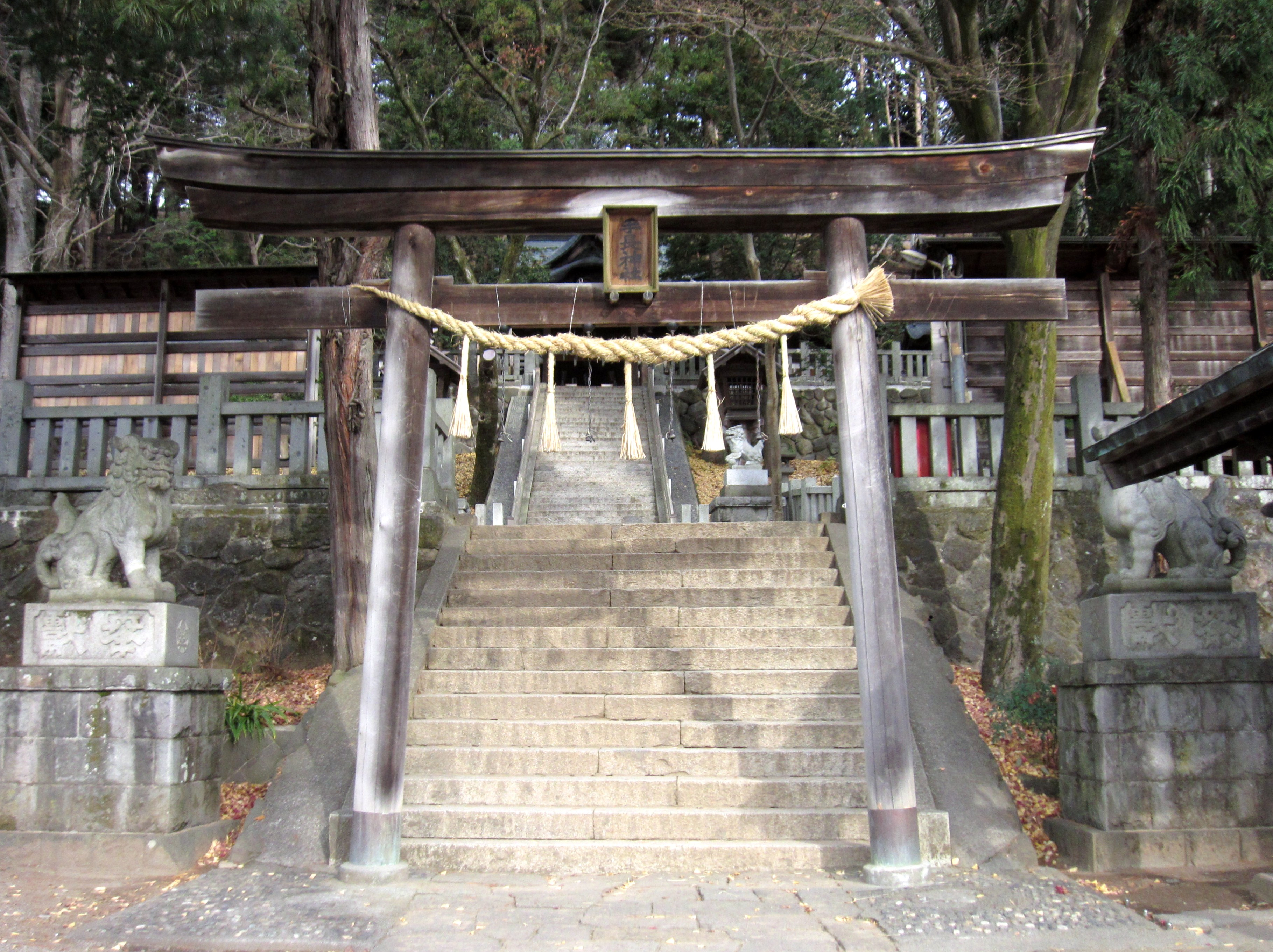
三の鳥居

## 摂末社
拝殿横に多くの摂末社が鎮座している。

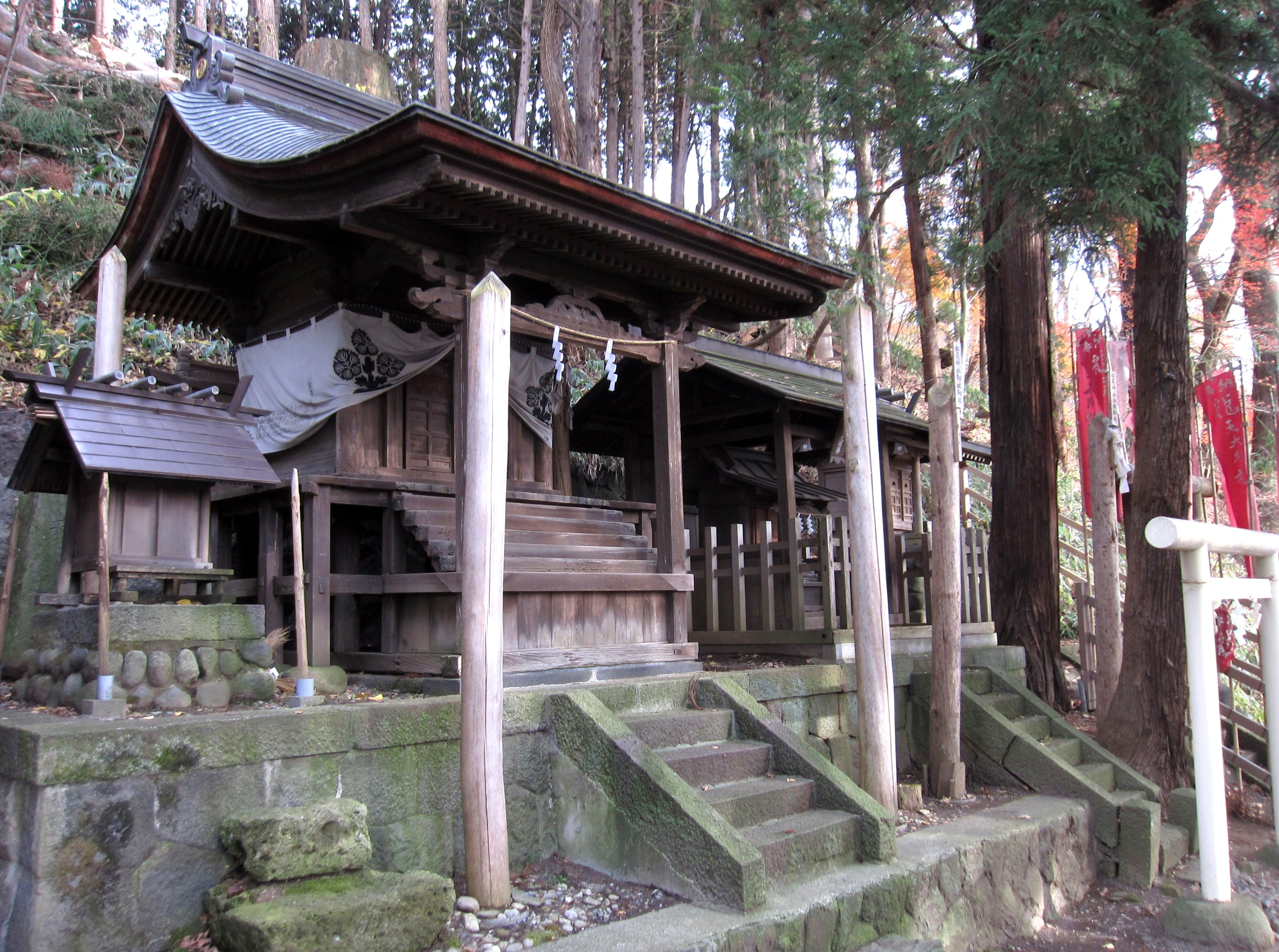
彌榮神社（市指定文化財） 本社旧本殿。

## 主な祭事
- 八朔祭
  - 夕祭 （9月14日）
  - 例祭 （9月15日）
  - 二の祭 （9月16日）

## 文化財

### 諏訪市指定文化財
- 拝殿（有形文化財） - 昭和59年指定
- 旧本殿（有形文化財） - 平成6年指定

## 現地情報
所在地
- 長野県諏訪市茶臼山9556

交通アクセス
- 最寄駅：東日本旅客鉄道（JR東日本）中央本線 上諏訪駅 （徒歩約7分）

　　　　　　上諏訪駅の東側の高台に位置し、諏訪湖を見下ろすことができる。